# Прибережне (зупинний пункт)
Прибере́жне — пасажирський залізничний зупинний пункт Одеської дирекції Одеської залізниці між станціями Шабо (6 км) та Бугаз (6 км). Розташований в селі Прибережне Білгород-Дністровського району Одеської області.

## Пасажирське сполучення
На платформі Прибережне зупиняються приміські електропоїзди сполученням Одеса-Головна — Білгород-Дністровський.